# إليجاه والد
إليجاه والد (بالإنجليزية: Elijah Wald)‏ هو منتج أسطوانات ومؤرخ وصحفي وموسيقي وملحن وعازف قيثارة أمريكي، ولد في 1959 في كامبريدج في الولايات المتحدة.

## وصلات خارجية
- الموقع الرسمي
- إليجاه والد على موقع ميوزك برينز (الإنجليزية)